# Batalla de Tagliacozzo
La batalla de Tagliacozzo va tenir lloc el 23 d'agost de 1268 amb la victòria de Carles d'Anjou, rei de Sicília, sobre Conradí, duc de Suàbia.

## Antecedents
Carles, germà de Lluís IX de França, controlava el Regne de Sicília des de 1266, després de la victòria de les tropes angevines sobre les  gibel·lines a la batalla de Benevent. Comptava amb el suport del papa Climent IV.

## La batalla
Conradí, fill de Conrad IV i net de Frederic II Hohenstaufen, amb només 16 anys, intentà recuperar el regne sicilià amb el creuament dels Alps al front d'un nombrós exèrcit alemany i va entrar a Roma el 29 de juny de 1268, on se l'hi afegiren les tropes d'Enric de Castella.
Les tropes de Carles, malgrat tenir un nombre d'efectius menors que les de Conradí, guanyaren la batalla que s'establí a les planes de Tagliacozzo,

## Conseqüències
Conradí escapà cap a Roma però en un nou intent de retornar a l'illa de Sicília fou capturat per Carles d'Anjou, tancat en un castell de Nàpols i decapitat el 29 d'octubre d'aquell any, la qual cosa suposà que la Casa d'Anjou seguís governant Sicília fins a l'any 1282 quan van ser expulsats a conseqüència de les Vespres Sicilianes